# Домашна веслонога жаба
Домашна веслонога жаба (Polypedates leucomystax) е вид земноводно от семейство Rhacophoridae.

## Разпространение
Видът е разпространен в Бангладеш, Бруней, Виетнам, Индия, Индонезия (Бали, Калимантан, Малки Зондски острови, Малуку, Западна Нова Гвинея, Сулавеси, Суматра и Ява), Камбоджа, Китай, Лаос, Малайзия, Мианмар, Непал, Сингапур, Тайланд и Филипини. Внесен е в Япония.